# ريتشارد الكسندر هندرسون
ريتشارد الكسندر هندرسون (بالإنجليزية: Richard Alexander Henderson)‏ هو عسكري نيوزيلندي، ولد في 26 أغسطس 1895، وتوفي في 14 نوفمبر 1958.